# From Spirits and Ghosts (Score for a Dark Christmas)
Albums de Tarja Turunen
The Shadow Self
(2016) In the Raw
(2019)
Singles
1. O Come, O Come, Emmanuel
Sortie : 6 octobre 2017
2. O Tannenbaum
Sortie : 27 octobre 2017
3. Feliz Navidad
Sortie : 1er décembre 2017

From Spirits and Ghosts (Score for a Dark Christmas) est le septième album studio et second album de Noël de la chanteuse finlandaise Tarja Turunen. Il est sorti le 17 novembre 2017.
Le 22 septembre 2017, earMUSIC, le label de la chanteuse, annonce l'existence de l'album. Le label explique que l'album contiendrait 11 classiques de Noël et une chanson écrite par Turunen,. Le 6 octobre, la soprano publie un clip vidéo pour sa reprise de O Come, O Come, Emmanuel,,.
La sortie de l'album est accompagnée par la parution du premier roman graphique de Tarja Turunen, From Spirits and Ghosts (Novel for a Dark Christmas). La nouvelle de 40 pages tourne autour du monde noir de Noël et est écrit par Peter Rogers et illustré par Conor Boyle. La « nouvelle pour un Noël noir » tourne autour de personnages incarnés par la chanteuse, les ténèbres et la lumière, qui guident les âmes seule durant la fête.
Le 8 décembre, elle publie une version à but caritatif de la chanson Feliz Navidad afin d'aider les habitants de Barbuda, une île sévèrement touchée par l'ouragan Irma. Le titre inclut de nombreux chanteurs invités comme Doro Pesch, Tony Kakko (Sonata Arctica), Simone Simons (Epica), Cristina Scabbia (Lacuna Coil) ou encore Floor Jansen (Nightwish) et Sharon Den Adel (Within Temptation).

## Pistes
1. O Come, O Come, Emmanuel
2. Together
3. We Three Kings
4. Deck the Halls (avec Naomi Cabuli Turunen)
5. Pie Jesu
6. Amazing Grace
7. O Tannenbaum
8. Have Yourself a Merry Little Christmas
9. God Rest Ye Merry, Gentlemen
10. Feliz Navidad
11. What Child Is This
12. We Wish You a Merry Christmas

## Crédits
- Tarja Turunen - chant, clavier et piano
- Naomi Eerika Alexia Cabuli Turunen - chant
- Peter Gregson - violoncelle
- Jim Dooley (James) - clavier, piano et orchestration